# Mario Lusiani
Mario Lusiani (4 de maio de 1903 — 3 de setembro de 1964) foi um ciclista italiano que competia em provas de ciclismo de pista e ciclismo de estrada.
Durante sua carreira como amador, Lusiani competiu nos Jogos Olímpicos de 1928 em Amsterdã, onde foi o vencedor e recebeu a medalha de ouro na prova dos 4000 m perseguição por equipes, juntamente com Giacomo Gaioni, Cesare Facciani e Luigi Tasselli.